# アースダム

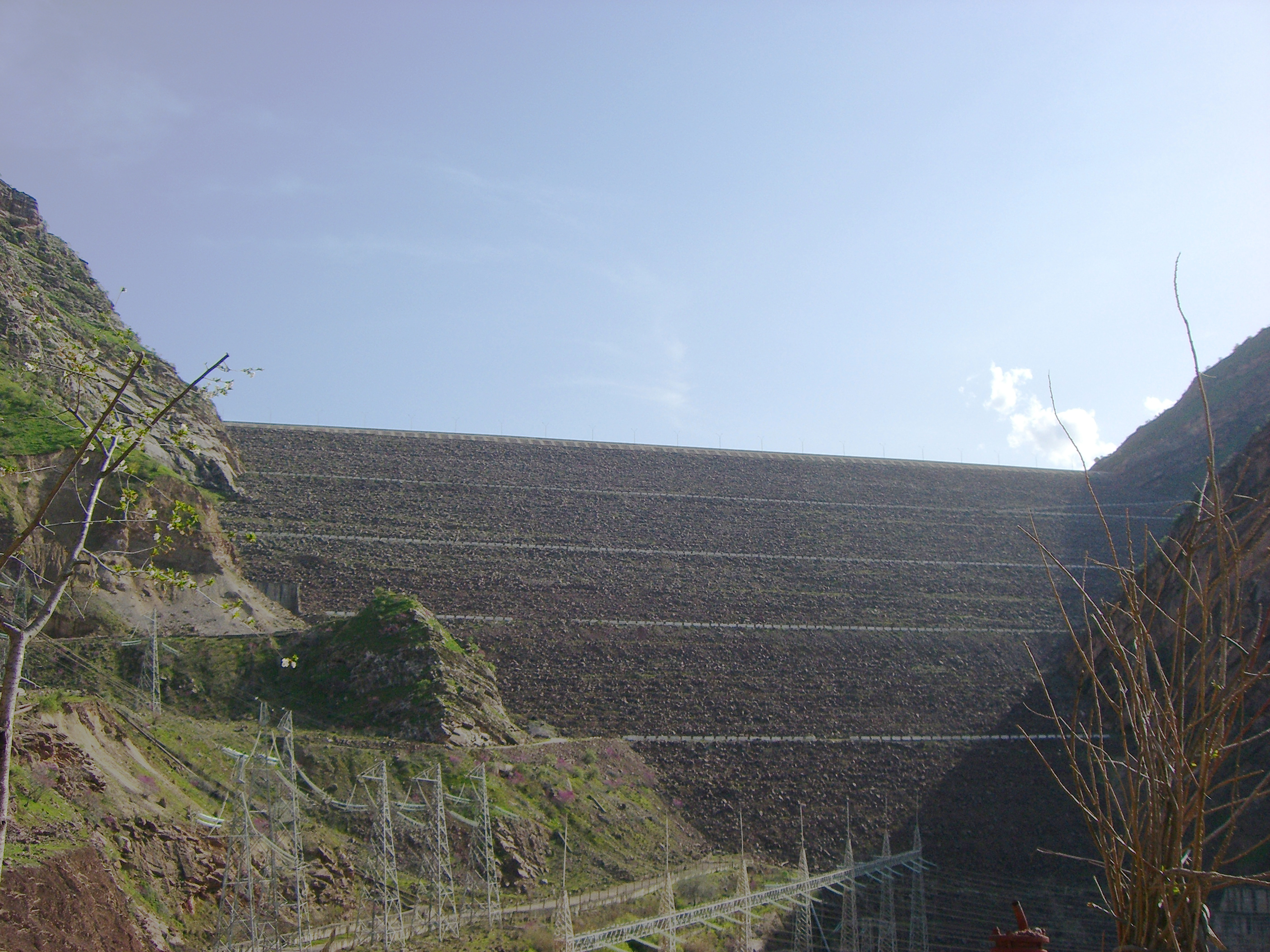
アースダムとして堤高世界一のヌレークダム（タジキスタン）

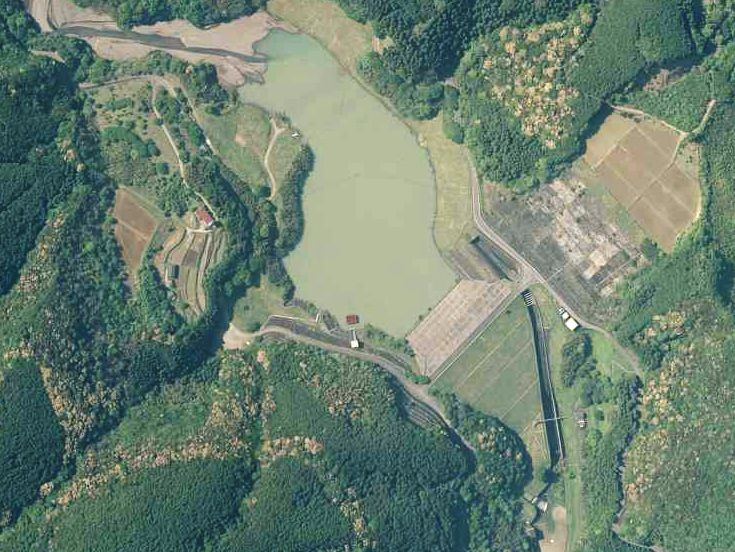
アースダムとして堤高日本一の清願寺ダム（熊本県あさぎり町）

アースダムは主に土を用い、台形状に形成して建設するダム。アースフィルダムや土堰堤（どえんてい）とも呼ばれる。

## 概要
最も古典的な型式で、全国各地に散らばる「ため池」はこの形式で建設されている。均一に台形状に盛り土を行って堰堤を形成するため、均一型フィルダムと呼ばれる場合もある。小規模なダムに関しては単に盛り土を行う工法が多いが、一部の大規模なアースダムに関しては安全性のために堤体内中心部に土質遮水壁（コア）を設ける場合もある。
主に灌漑目的で建設される。降水量の少ない地域、特に瀬戸内海沿岸地域（岡山県・香川県等）に多い。上水道目的で建設される例は1891年に長崎市水道局が建設した本河内高部ダムが最初で、その後東京都によって狭山湖（山口ダム）や多摩湖（村山ダム）が、戦後には水資源開発公団（現・独立行政法人水資源機構）によって総貯水容量の大きい大規模アースダムが利根川水系や木曽川水系等で建設された。この中には河道外であったり湛水出来るだけの水量を持たないため他の河川から導水して貯水し、用水路の調整池として建設されるケースもある。ただし積極的な洪水調節機能には余り向いておらず、多目的ダム・治水（防災）ダムとして建設されるケースは少ない。更に水位変動の激しい発電用として建設されるケースは大野ダム（山梨県）や浅河原調整池（新潟県）等、極めて少数である。
ダムの型式別では日本で最多で、堤高 15 m 以下のものを含めると正確な基数は不明。奈良時代や平安時代では行基や空海といった博識の仏法僧が優れた土木技術知識を駆使してダム建設に携わっていた。日本最古のダムは7世紀前半に築造されたと「古事記」・「日本書紀」にも伝えられる狭山池ダム（大阪府）である。
海外にはヌレークダム（タジキスタン・堤高 300 m）のようにハイダムが多く存在するが、地震・洪水時の越水に弱い事から日本においては堤高 100 m 以上のアースダム建設は安全性の観点で疑問があり、建設されていない。国内では熊本県にある清願寺ダムの高さ 60.5 m が最高である。

均一型
ゾーン型（傾斜コア）
ゾーン型（中央コア）
心壁型
表面遮水壁型

## 主なダム（堤高順）

### 海外
| 順位 | 国名         | ダム名                     | 堤高 (m) | 総貯水 容量 （千m3） | 完成年 | 備考           |
| ---- | ------------ | -------------------------- | -------- | -------------------- | ------ | -------------- |
| 1    | タジキスタン | ヌレークダム（ヌレクダム） | 300.0    | 10,500,000           | 1980年 | 既設堤高世界一 |
| 2    | カナダ       | マイカダム                 | 243.0    | 25,600,000           | 1973年 |                |
| 3    | アメリカ     | オーロビルダム             | 235 230  | 4,364,000            | 1967年 | 堤高米国一     |

### 国内
| 所在地 | 水系名     | 一次 支川名 （本川） | 二次 支川名    | 三次 支川名  | ダム名       | 堤高 (m) | 総貯水 容量 (千m3) | 管理主体          | 備考           |
| ------ | ---------- | -------------------- | -------------- | ------------ | ------------ | -------- | ------------------ | ----------------- | -------------- |
| 熊本県 | 球磨川     | 免田川               | －             | －           | 清願寺ダム   | 60.5     | 3,302              | 熊本県            |                |
| 愛媛県 | 僧都川     | 大久保川             | －             | －           | 大久保山ダム | 55.8     | 750                | 愛南町･土地改良区 |                |
| 福島県 | 阿武隈川   | 笹原川               | 多田野川       | （安積疏水） | 深田ダム     | 54.5     | 8,040              | 土地改良区        |                |
| 千葉県 | 村田川     | 長柄川               | （房総導水路） | －           | 長柄ダム     | 52.0     | 10,000             | 水資源機構        |                |
| 愛媛県 | 立岩川     | 大道谷川             | －             | －           | 立岩ダム     | 48.2     | 802                | 愛媛県            |                |
| 三重県 | 員弁川     | 相場川               | 砂子谷川       | （三重用水） | 中里ダム     | 46.0     | 16,400             | 水資源機構        |                |
| 新潟県 | 信濃川     | 南沢川               | －             | －           | 川西ダム     | 43.0     | 1,215              | 新潟県            |                |
| 山梨県 | 相模川     | 谷田川               | －             | －           | 大野ダム     | 37.3     | 1,692              | 東京電力          | 発電用ダム     |
| 福島県 | 阿賀野川   | 鶴沼川               | －             | －           | 羽鳥ダム     | 37.1     | 27,321             | 農林水産省        |                |
| 新潟県 | 信濃川     | －                   | －             | －           | 浅河原調整池 | 37.0     | 1,065              | 東日本旅客鉄道    | 発電用ダム     |
| 北海道 | 石狩川     | 当別川               | －             | －           | 青山ダム     | 35.5     | 15,127             | 北海道開発局      | 農林水産省管理 |
| 埼玉県 | 荒川       | 新河岸川             | 柳瀬川         | －           | 山口ダム     | 35.0     | 20,649             | 東京都            | 狭山湖         |
| 東京都 | 荒川       | 新河岸川             | 柳瀬川         | 空堀川       | 村山下ダム   | 33.3     | 12,148             | 東京都            | 多摩湖         |
| 香川県 | 金倉川     | 金倉川               | －             | －           | 満濃池ダム   | 32.0     | 15,400             | 土地改良区        | 満濃池         |
| 北海道 | 望来川     | 望来川               | －             | －           | 望来ダム     | 29.6     | 5,600              | 北海道開発局      | 農林水産省管理 |
| 新潟県 | 信濃川     | －                   | －             | －           | 山本調整池   | 27.5     | 1,071              | 東日本旅客鉄道    | 発電用ダム     |
| 北海道 | 十勝川     | 稲士別川             | －             | －           | 幕別ダム     | 26.9     | 2,300              | 北海道開発局      | 農林水産省管理 |
| 新潟県 | 信濃川     | 釜川                 | －             | －           | 大谷内ダム   | 23.2     | 1,206              | 農林水産省        | 堤頂長日本一   |
| 北海道 | 胆振幌別川 | 胆振幌別川           | －             | －           | 幌別ダム     | 22.5     | 9,974              | 北海道            |                |
| 北海道 | 日高門別川 | ダム沢川             | －             | －           | 門別ダム     | 20.8     | 256                | 北海道            | 別名：庫富ダム |
| 大阪府 | 大和川     | 西除川               | －             | －           | 狭山池ダム   | 18.5     | 2,800              | 大阪府            | 日本最古       |
| 長野県 | 利根川     | 吾妻川               | －             | －           | 鹿沢ダム     | 18.2     | 5,628              | 東京電力          | 発電用ダム     |
| 福島県 | 阿武隈川   | 江花川               | 簀の子川       | －           | 藤沼ダム     | 17.5     | 1,504              | 土地改良区        |                |
| 宮城県 | 北上川     | 旧北上川             | 迫川           | 長沼         | 長沼ダム     | 15.5     | 31,800             | 宮城県            | 建設中         |